# Ranger 8
Ranger 8 – amerykańska sonda kosmiczna wysłana w ramach programu Ranger. Statek planowo zderzył się z Księżycem 20 lutego 1965, wykonując ponad 7137 zdjęć jego powierzchni w ciągu 23 minut przed upadkiem. Jego misja trwała 64,9 godziny.

## Przebieg misji
Start rakiety nośnej sondy przebiegał bez zakłóceń, umieszczając statek na orbicie parkingowej na wysokości 185 km. Czternaście minut później ostatni człon rakiety, Agena B, włączył się na 90 sekund umieszczając sondę na trajektorii zderzeniowej z Księżycem. Kilkanaście minut później człon rakiety i sonda rozłączyły się. Ranger rozłożył panele ogniw słonecznych, aktywował system utrzymywania położenia i przełączył komunikację radiową z anteny dookólnej na kierunkową antenę dużego zysku (21:30 UTC). Poprawka trajektorii miała miejsce 18 lutego, w odległości 160 000 km od Ziemi. Polegała na zmianie orientacji przestrzennej statku i włączeniu na 59 sekund jego silnika. 
Ranger 8 doleciał do Księżyca 20 lutego 1965. Pierwsze zdjęcie zostało wykonane o 09:34:32 UTC, z wysokości 2510 km. W ciągu ostatnich 23 minut lotu sonda przekazała 7137 zdjęć powierzchni Księżyca. Ostatnie zdjęcie przed uderzeniem miało rozdzielczość 1,5 metra. Statek zderzył się ze Srebrnym Globem lecąc po bezpośredniej trajektorii hiperbolicznej. Uderzenie statku miało miejsce o 09:57:36,756 GMT 20 lutego 1965 na obszarze Mare Tranquillitatis (2,67°N, 24,65°E) – 24 kilometry od zaplanowanego punktu. Prędkość zderzenia wynosiła ok. 2,68 km/s.